# 373P/Rinner
373P/Rinner, provisorische Bezeichnung P/2011 W2 (Rinner), ist ein periodischer Komet, der zur Jupiter-Familie gehört. Er wurde am 28. November 2011 von der Amateurastronomin Claudine Rinner entdeckt.
Rinner installierte ihr 500-mm-Newtonteleskop zusammen mit einer CCD-Kamera vom Typ STL11000 in der Sternwarte in Oukaïmeden im Hohen Atlas in Marokko. Dies wurde durch eine Zusammenarbeit mit der Cadi Ayyad-Universität, Marrakesch innerhalb des MOSS-Projektes (MOSS = Morocco Oukaimeden Sky Survey) möglich. Rinner steuerte das Teleskop und die Kamera vom Observatorium Ottmarsheim aus.
Zum Zeitpunkt seiner Entdeckung hatte der Komet eine scheinbare Helligkeit von 17,6 mag. Die Größe seines Schweifs wurde auf 1 Bogenminute geschätzt.